# 長線偽大眼鮋
長線偽大眼鮋，為輻鰭魚綱鮋形目鮋亞目鮋科的其中一種，為深海魚類，分布於西南太平洋新喀里多尼亞及紐西蘭海域，棲息深度345-1089公尺，體長可達10.5公分，棲息在底中層水域，生活習性不明。

## 扩展阅读
維基物種上的相關：長線偽大眼鮋